# Várkonyi Mihály (író)
Várkonyi Mihály (Újpest, 1931. január 25. –) magyar író, forgatókönyvíró.

## Művei
- Kenyér és kereszt (elbeszélések, 1961)
- Legenda a vonaton (filmforgatókönyv, 1962, kisregény, elbeszélések, 1968)
- Hajnali szerep (elbeszélések, 1964)
- A tanú (dokumentumregény, 1967)
- Ne szólj szám? (levélregény, 1969)
- Válás (elbeszélések, 1973)
- A pályán (válogatott elbeszélések, 1976)
- Robog az úthenger (filmforgatókönyv, 1976)[1]
- Koszorú a ház falára (két kisregény, 1978)
- Orosz húsvét (kisregény, 1979)

## Díjai
- SZOT-díj (1962)
- A Moszkvai Nemzetközi Filmfesztivál II. díja (1963)